# Directo Hasta Arriba
A Directo Hasta Arriba az mexikói rapper, Dharius debütáló stúdióalbuma, amely 2014. december 9-én jelent meg.

## Az album dalai
1. Estilo Malandro – 3:33
2. La Raja – 3:46
3. Internacional – 3:51
4. Homicidha – 3:46
5. Serenata Rap – 3:27
6. Lírica Onírica – 3:16
7. Directo Hasta Arriba – 3:13
8. Que Buen Fieston – 2:49
9. El After Porky – 5:44
10. La Vidha Loca (ft. Sick Jacken) – 3:22
11. Por Allá Los Washo – 4:10